# Convergence
Convergence è un film del 1999 diretto da Gavin Wilding. Il film è conosciuto anche con il titolo Premonition.
È un thriller psicologico statunitense e canadese con Cynthia Preston, Adrian Paul e Christopher Lloyd.

## Produzione
Il film, diretto da Gavin Wilding su una sceneggiatura di Raul Inglis, Gavin Wilding e John Fairley, fu prodotto da Diane Patrick O'Connor per la Convergence Productions e la Rampage Entertainment e girato a Vancouver in Canada dal marzo 1998.

## Distribuzione
Il film fu distribuito negli Stati Uniti dal 15 agosto 2000 e in Canada in DVD dalla Alliance Atlantis Home Video dal 17 settembre 1999.
Altre distribuzioni:
- nel Regno Unito nel settembre del 1999
- in Argentina il 26 gennaio 2000
- in Portogallo il 27 febbraio 2000 (Fantasporto Film Festival)
- in Islanda il 13 aprile 2000
- in Germania il 28 settembre 2000
- in Russia il 2 novembre 2001 (in DVD)
- in Ungheria (Aki becsapta a halált)
- in Argentina (Convergencia)
- in Spagna (En el punto de unión)
- in Brasile (Encontro Inevitável - A Morte)
- in Grecia (Epikindynes symptoseis)

## Promozione
Le tagline sono:
- "A matter of time and death".
- "Don't be around when these lines get crossed.".